# 上田利治
上田 利治（うえだ としはる、1937年1月18日 - 2017年7月1日）は、徳島県海部郡宍喰町（現：海陽町）出身のプロ野球選手（捕手）・コーチ・監督、解説者・評論家。

## 経歴

### プロ入り前・現役時代
鮮魚店を営む家に5人兄弟の長男として生まれ、叔父は徳島県弁護士会の副会長であった。
上田の徳島の実家のすぐ近くには、高校の後輩となる元西鉄選手でプロゴルファーの尾崎将司、その実弟でゴルファーの健夫・直道の実家があった。
海南高校時代から捕手で、3年次の1954年には夏の甲子園県予選で準々決勝に進出するが、撫養高に惜敗。学業成績も優秀で、高校時代は野球の練習と生徒会の活動を同時に行いつつ、毎朝しっかりと勉強していたため、睡眠時間は4時間程度であったという。
担任からは「野球なんかやらずに、東大へ行って弁護士になれ」と勧められ、上田も高校卒業後の1955年、弁護士になるつもりで関西大学二部法学部に進学。関西大には学校推薦で無試験で進学するよう薦められたが、上田は断って筆記試験に臨んだところ、400点満点の入試で実力で合格に十分な298点を取ったところに野球推薦での+100点のボーナスを加えた結果398点となり、受験生全体でダントツの成績になってしまったという。野球部では村山実とバッテリーを組んで活躍し、関西六大学野球リーグでは4度の優勝を経験。2年次の1956年には全日本大学野球選手権大会に出場。1年上の三塁手、難波昭二郎ら強力打線の活躍もあり、決勝で島津四郎・人見武雄らのいた日大を降し、西日本の大学としては初の優勝を飾る。3年次の1957年、4年次の1958年の同大会では、全盛期の立大にいずれも準決勝で敗退。リーグ通算68試合に出場し、258打数66安打、打率.256、1本塁打の記録を残した。
学生時代から大変な勉強家で、読書量も豊富で学生時代にはナポレオン・ボナパルトの著作を全て読破していた。
プロ入りには消極的であったが、「東洋工業からの出向社員として3、4年プレーし、その後は東洋工業で」との条件を出して熱心に口説いた広島カープの誘いに応じ、大学卒業後の1959年に入団。プロ入りしたものの弁護士の夢も捨ててはおらず、1年目の同年は日南キャンプに六法全書を持ち込んで野球の練習の合間に法律の勉強もした。開幕後は田中尊・川原政数と併用され、53試合に捕手として先発出場。正捕手の田中を脅かす存在となり、長谷川良平など主力投手の評価も高かったが、右肩を壊す。2年目の1960年には川原、新人の西山弘二などの捕手も台頭して出場機会が減少し、3年目の1961年限りで現役を引退。

### コーチ時代
引退後は東洋工業への復帰を願い出たが、若い頃から野球理論に長けていた上田は早くから指導者として期待されており、松田恒次オーナーが「将来の指導者として入れた」と上田本人に伝えた。松田オーナーの意向により、1962年に専任コーチとしては日本プロ野球史上最年少の25歳で広島の二軍コーチに就任  。
渋々承諾した翌日から早速、東洋工業の指導者研修会に通い始め、毎朝7時に家を出て、会社の会議室で朝8時から4時間ぶっ続けの猛勉強をする。管理職の幹部候補生たちと一緒に色々な講義を受け、2ヶ月も通うと、分厚い大学ノートがメモで一杯になった。講義では上田より5歳上の東洋工業サッカー部・小沢通宏コーチからリーダーシップとは何か、コミュニケーションを取ることがいかに大切か、という話を教わり、具体的な状況に即した経験談で、随分参考になった。
1963年からは一軍バッテリーコーチとなり、その後は一軍打撃コーチとして山本一義・衣笠祥雄・水谷実雄・三村敏之・山本浩二を育てた。
在任中は「俺は出来なかったが、センスも体力もある君なら出来る」を指導の基本姿勢にし、1964年には川上哲治監督率いる巨人を17勝11敗と圧倒し、同年の巨人の勝率.507は、川上が巨人を率いた14シーズン中の最低勝率となった。
山本浩は「ウエさん1年だけやったんか。凄く良いコーチだった。当時から監督の素質があったんでしょうね。一塁コーチャーとしての判断状況が的確だった。」と述べている。
門前眞佐人・白石勝巳・長谷川・根本陸夫と四代の監督の下で「熱血コーチ」として手腕を振るい、信念と情熱を持った指導で、選手間からの信頼も厚かった。日南キャンプでは、必ずハンドマイクを持って大声で指示、指導に当たった。その日の練習スケジュールは、時間割り単位で決め、スケジュール表は印刷して報道関係者にも配った。以来、ロスのない練習は無駄なくスムーズに進行していき、やがて各球団も「上田方式」を学んだ。
上田と同じ捕手出身の根本とは反りが合わず、1969年シーズン後、根本と投手陣の起用やチーム強化の方針を巡って意見が対立。辣腕の球団幹部とも衝突し、フロントや選手が引き止めるのも聞かず、辞表を出して退団した。衣笠や山本浩ら成長著しい若手選手たちからは「ウエさん、ウエさん」と慕われ、同僚のコーチも別れを惜しんだ。
1969年オフには阪神タイガース選手兼任監督に就任した村山からヘッドコーチとしてオファーがあり上田も応諾したが、報酬を巡る第三者を介した交渉が長引き、それが決着したところ、阪神の戸沢一隆球団社長が「ここまで長引いての入団はうまくいかないから」という不可解な理由で話を反故にしたという。一方、上田自身が後年「選手の特徴も何も知らないボクが阪神に入団しても、1軍コーチとしての役割を果たせないと思った」と「（2年目から1軍に上がる前提で）2軍コーチなら受諾する」というラインで返答したが村山が「それでは困る」と言ったため辞退せざるを得なかったと話したとする証言がある。結局、1970年は中国放送解説者を務め、夏にはメジャーリーグを勉強しようと渡米し、ナイターでも朝8時にはスニーカーを履いて球場入りし、試合終了まで観戦。
オフに自費でワールドシリーズを視察し、帰国後に阪急ブレーブスから招聘されてヘッドコーチに就任し、1971年から1973年まで務める。これは、現役を引退した山内一弘にコーチ就任を要請した西本幸雄監督が、すでに巨人の二軍コーチ就任が決まっていた山内から「若くて頭のいい奴」として紹介されたことによるものであった。この時には、先に鶴岡一人が近鉄の監督になるという話があり、尊敬する鶴岡から上田はコーチとして呼ばれていたが、発表前日に鶴岡が監督就任をキャンセルしたことで、阪急に入った。上田は、近鉄に入っていたら監督はやらなかったと思うと話している。西本は捕手出身の上田にバッテリーを中心とした守備部門を任せるつもりであったが、上田の要望により打撃部門を担当することになった。当時の西本と上田の関係について、フロントの矢形勝洋は巨人の川上・牧野茂コンビのような相性のよさではなかったとしている。上田はここで「癖盗みの天才」といわれたダリル・スペンサーと出会い、スパイ野球を会得。「花の44年組」の一人である加藤秀司を育て、リーグ2連覇に貢献する。この頃はデール・カーネギーの『人を動かす』や『孫子の兵法』などを読み、リーダーシップを学んだという。

### 監督時代
1974年、上田は37歳の若さで阪急の監督に就任する。この就任について上田は「西本がフロントで支援する」と聞いたので受諾したが直後に西本の近鉄監督就任が決まり、「西本さんが球団を離れるとわかっていたら、引き受けていなかった」と後年の取材で述べている。監督就任2年目の1975年から日本シリーズ3連覇を含むリーグ4連覇を果たし、現在でも語り継がれる阪急の黄金時代を築き上げた。日本シリーズ3連覇は三原脩監督率いる西鉄ライオンズ、水原茂監督率いる巨人、川上哲治監督率いるV9時代の巨人、森祇晶監督率いる西武ライオンズ（1986年～88年、1990年～92年の2度）、工藤公康監督率いる福岡ソフトバンクホークスが達成している。
1978年には、リーグ4連覇を経て日本シリーズへ進出。巨人のV9以来史上2球団目のシリーズ4連覇を期待されながら、広岡達朗監督の下でセントラル・リーグ初優勝を成し遂げたヤクルトスワローズとの対戦に臨んだ。もっとも、主力投手である佐藤義則や山口高志を故障で欠くなど球団事情は苦しく、シリーズの決着は第7戦にまで持ち越された。さらに、第7戦の6回裏1死からヤクルトの大杉勝男が阪急の先発・足立光宏から左翼線上に放った打球を左翼線審の富澤宏哉が「本塁打」と判定したことに激怒した。判定の取り消しと左翼線審の交代を求めて、審判団への抗議を始めた。審判団がこのような要望を受け入れなかったため、上田は守備に就いていたナインをグラウンドから引き上げさせたうえで抗議を継続。試合を見届けていた日本野球機構（NPB）コミッショナー（当時）の金子鋭が阪急側のベンチへ出向いて、頭を下げながら抗議の打ち切りと試合の再開を上田へ懇願する事態に至った。上田は金子の懇願を受け入れたものの、抗議に伴う中断時間は1時間19分で、2020年のシリーズ終了時点でシリーズ最長記録になっている。足立はこの年のレギュラーシーズン中から左膝の関節炎を発症していて、長時間の中断によって水がたまるほど左膝の状態が悪化したため、試合の再開に合わせて降板。急遽登板させた高卒新人の松本正志がチャーリー・マニエル、3番手の山田久志が大杉に再び本塁打を浴びた末、0対4の完封負けでヤクルトにシリーズ4連覇を阻まれた。結局、上田は第7戦での混乱の責任を取る格好でシリーズの終了後に監督を退いた。
1979年・1980年には、NHKの野球解説者・スポーツニッポンの野球評論家として関西地方を拠点に活動を開始した。阪急では、上田の下で一軍投手コーチを務めていた梶本隆夫が監督を引き継いだものの、パ・リーグの下位に低迷した。そこで1980年のシーズン終了後に球団のオーナーへ就任した柴谷貞雄が「王者奪還」を目指すべく、上田に監督への復帰を要請。上田もこの要請を受諾したため、1981年から監督へ再び就任した一方、梶本もコーチに降格の上で残留させた。
阪急の監督復帰後は今井雄太郎、福本豊、山田久志など西本に鍛えられたベテラン勢に加え、松永浩美、石嶺和彦、藤井康雄、福良淳一、佐藤義則、山沖之彦、星野伸之、古溝克之などの若手を見出し育成、さらに1983年にはブーマー・ウェルズが加入する。ブーマーは1984年には三冠王を獲得する大活躍を見せ、同年5度目のリーグ優勝を果たした。同時期は西武の全盛時代であったこともあり、第2期監督時代のリーグ優勝はこの年だけであるが、安定した戦力を背景に毎年のように優勝争いに加わり、常に上位に食い込む結果を残したものの最後の競り合いに弱いところがあり、ここ一番の大事な試合を落とすことが多かった。1984年の日本シリーズでは9年ぶりに広島と対戦したが、日本一を逃している。
1988年、阪急がオリエント・リース（翌年より、オリックス）への球団譲渡を発表した際には、単独で会見を開き、「信じられないことだ」と何度も口にしていた。このとき、上田は阪急とオリエント・リースによる譲渡発表への同席を拒否し、監督続投も「白紙」としていた。10月23日の阪急ブレーブス最後の試合終了後に、「阪急ブレーブスを長い間、見守りつづけていただきありがとうございました。話を聞いた時は、夢であってくれと思っていました。阪急からオリックスに変わっても、ブレーブスはファンの皆さんの物です。ユニフォームは変わっても、勇者魂は永遠に生き続けます。これからも応援してください」と語り、37,000人の観衆に最後の挨拶をおこなった。上田の監督続投が正式に決まったのは、10月26日に新オーナーの宮内義彦と会談した後であった。
オリックス時代には門田博光を迎えて「ブルーサンダー打線」を創り上げ、1989年は前半戦を終えて2位近鉄に8.5ゲーム差をつけ独走状態であったが、後半戦に入り打線がスランプに陥り混戦状態になる。近鉄に加え、前半戦で一時最下位に落ちた西武が復調し、三つ巴の優勝争いを繰り広げるも最後は近鉄に優勝をさらわれてしまい2位に終わった。1990年も2年連続で2位につけたがこの年限りで勇退。1991年には編成部長に就任するが、球団の方針と意見が合わず、僅か1年で退団。1992年からサンテレビマンスリー解説者、1993年からはデイリースポーツ野球評論家を務めるが、1992年8月にダイエーの中内正オーナー代行から監督要請を受け、上田も了承。組閣の準備に入っていたが、父の中内㓛オーナーが西武の管理部長であった根本の招聘に動いた結果、就任に至らなかった。
1995年から、大沢啓二の後任として、日本ハムファイターズの監督に就任した。日本ハムからの話は1992年のオフにもあり、このときはフロントの一部が難色を示して実現せず、2年越しでの就任であった。コーチ陣は大石清・住友平・加藤・中沢伸二・山森雅文と阪急OBが多く、その他のコーチは日本ハムOBの古屋英夫・柴田保光などであった。前年の1994年は故障者が続出したこともあり最下位候補であったが、就任1年目は4位と健闘する。当時二軍でくすぶっていた6年目の岩本勉を「秘蔵っ子」として抜擢したほか、1993年・1994年と外野手であった田中幸雄を遊撃手に戻し、非常に珍しい4番・遊撃手に抜擢。田中はこの起用に応え、初芝清・イチローと分け合って打点王を獲得した他、ゴールデングラブ賞・ベストナインも受賞。キップ・グロスが16勝で最多勝利、7月に加入したバーナード・ブリトーが21本塁打放っている。
2年目の1996年はオリックスと熾烈な優勝争いを繰り広げ、優勝への期待も高まったが、同年9月9日に突然休養した。9月11日、上田は記者会見を開き、長女と次女が統一教会（現・世界平和統一家庭連合）に入信したこと、2人を脱会させようとして失敗したこと、娘を脱会させることを誓って日本ハムの監督を引き受けた経緯があることなどを明かした。その上で「自分の娘も止められない人間がチームを引っ張っていけるわけがない」と述べ、監督を辞任する意思を表明した。持田三郎社長は「上田監督は球団のイメージダウンになると言うが、そうは考えていない」と述べ、上田に復帰を求めた。その後はオリックスに優勝をさらわれ2位に終わったが、同年オフに、辞任を撤回したものの選手との溝はなかなか埋まらなかった。この年、金子誠が新人王を獲得し、以後レギュラーで活躍した。先発では西崎幸広、今関勝が抜群の安定感を見せ、島崎毅から抑えの金石昭人につなぐ勝利の方程式を確立、グロスが2年連続最多勝利、島崎が新設された最多ホールドの初代受賞者に。
1997年は獲得した落合博満が期待に反して活躍しなかった。落合は上田とは野球観の違いがあり、試合終盤に代走や守備固めを送られる起用法に対して、落合は「野球におけるすべてのリズムを完全に狂わせた」と強い違和感を覚えた。1998年には「ビッグバン打線」と呼ばれる強力打線で8月まで首位を独走するも、後半戦になると打線が低迷して失速し、西武に抜かれ2位に終わりまたしても優勝を逃した。同年にはオリックスの三輪田勝利スカウトが自殺したが、彼のことを「誠意のかたまり」と評した。
1999年は5月23日の近鉄戦（東京ドーム）ではシャーマン・オバンドーのセカンドゴロ併殺打における一塁の判定を巡って塁審・山本隆造に抗議。上田はその際、山本に「ヘタクソ!」と暴言を吐き、野球人生唯一となる退場処分を宣告された。退場を宣告された直後、上田は山本の後頭部に平手打ちをし、2試合の出場停止処分を受ける（山本は一時は刑事告訴も辞さない姿勢を見せたが、その後上田が謝罪し和解。告訴は見送られた）。結局、このシーズンは5位と低迷し、上田は日本ハムの監督を辞任した。在任中は優勝経験のある選手が少なかったことから、後一歩で2シーズンも優勝を逃したが、客足が遠のき、低迷していた当時の日本ハムで上田が残した功績は大きかった。5年間でBクラス3回の中でゴールデングラブ賞受賞者を4人、ベストナイン受賞者を5人も輩出した。小笠原道大・井出竜也・西浦克拓・野口寿浩・上田佳範など、スタメンに定着できなかった若手を中心選手に育て、特に小笠原は捕手から一塁に転向させて一気に打撃センスが開眼し、怪我で低迷していた片岡篤史をクリーンアップに起用して復活させた。
阪急→オリックス、日本ハムを通じて、上田は監督時代のベンチの立ち位置は常に真ん中寄りであった。西本から受け継いだ円熟期の阪急、若返りを迫られた阪急2期目、最下位からチーム作りを迫られた日本ハム時代と、3つの大きく異なる状況下でいずれも結果を出したことから「オールマイティー型監督」と評された。現役時代に高い実績を残した選手が監督に就任するケースが多い日本プロ野球界において、選手としては無名という異例の経歴であり、選手と指揮官の才能は別物であることを証明した監督となった。その一方でドラフト1位重複の抽選に弱かった。特に阪急→オリックス時代には、単独指名の年と1987年の伊藤敦規（日本ハムとの抽選）や1988年の酒井勉（ロッテとの抽選）を除いて、1980年に石毛宏典（西武）、1981年は金村義明（近鉄）、1982年は野口裕美（西武）、1983年は高野光（ヤクルト）、1986年は田島俊雄（南海）、1989年は野茂英雄（近鉄）とことごとく外している。それらの選手の「外れ1位」も活躍したのは金村の外れ1位・山沖之彦ぐらいであった。日本ハム時代にも1995年に福留孝介（近鉄・入団拒否）、1998年に松坂大輔（西武）を1位重複で外している。2位重複の抽選でも1997年に、司会者の手違いで順番が先になったにもかかわらず新沼慎二（横浜）を外している。
上田はチームの活性化のための大型トレードに積極的で、しばしば大胆な戦力の入れ替えを敢行した。阪急時代は1974年の宮本幸信・渡辺弘基と広島白石静生・大石弥太郎の投手同士の交換トレード、1976年の戸田善紀・森本潔と中日島谷金二・稲葉光雄のレギュラー選手同士のトレード、1976年の正垣宏倫と広島永本裕章・川畑和人、1982年には加藤英司と広島の水谷実雄、1988年に南海の門田博光を新生オリックスの顔として、日本ハム時代も1997年にはエース西崎幸広と西武石井丈裕・奈良原のトレードなど、多くの実績を残した。1976年の中日とのトレードは、両球団で結果の明暗がはっきりと出たため、ある球団のスカウトからは「阪急とはもうトレードの話をしない」と言われるほどであった。ただし、戦力外通告やトレードなどの選手の退団に関する手続きは編成部やフロントに丸投げせず、必ず自ら選手に直接通告した。上田は自軍に在籍中の現役選手とは極力距離を置くようにしていたが、退団させた選手に対しては困窮させないよう親身に接し、何かあれば良く世話を焼いたので元選手やその家族から頼りにされていたという。

### 監督退任後
日本ハムでも監督退任後はフロント入りを要請されたが、上田はこれを固辞した。退団後の2000年からサンテレビ解説者・デイリースポーツ評論家に復帰し、2001年オフには阪神タイガースの野村克也監督の電撃辞任に伴い、次期監督候補の1人として名前が上がったが実現しなかった（最終的には星野仙一が就任）。2003年には野球殿堂入りを果たす。2007年3月31日には、広島OBということもあってか、RCCラジオの「ひとこと治宣の千客万来」最終回に電話出演した。
2017年7月1日午前2時55分、上田は肺炎のため川崎市内の病院で死去した。80歳没。オリックス球団も、上田の逝去時にもっとも早く選手に喪章をつけさせ、追悼セレモニーも行っている。

## 人物

### エピソード
第1期阪急監督時代の阪急は「パシフィック・リーグに阪急の敵なし」と称されるほど強く、日本シリーズで3年続けて巨人を倒した三原脩時代の西鉄ライオンズやV9時代の巨人と並んで「日本のプロ野球史上最も強かったチーム」として語り継がれている。上田の阪急・日本ハム監督時代に野球評論家として活動していた豊田泰光も生前、第1期監督時代の1975-77年の阪急を「監督と選手の関係が理想に最も近かったチーム」に挙げていた。上田については、「自分から発する『知力』があまりに強い人だったから（他人がアホに見えるといった意味合い）、1978年の日本シリーズのような常識外れのような抗議をやってしまうわけだが、この『知力』が上手く働くと相手がコンプレックスを持ってしまう」と語っている。
- 古巣の広島と対戦した1975年の日本シリーズでは、スタッフに対して、第1・2戦における広島投手陣の投球をできる限りフィルムで撮影することを指示。撮影された膨大なフィルムをコーチ陣とともに見ながら、第3戦までに広島投手の癖や傾向等を徹底的に研究した結果、シリーズを制した。ちなみに、上田と広島の監督・古葉竹識は同学年で、現役時代には広島で同僚になった後に、ほぼ同時期に他球団に移籍していた[15]。
- 巨人と対戦した1976年の日本シリーズでは、後楽園球場（当時は巨人と日本ハムの本拠地）へ乗り込むと、本塁からレフトポール下までの距離をメジャーで計測。パ・リーグの対日本ハム戦で使用しているにもかかわらず、「なんや、87メートルしかないやないか、（ポール下のフェンスに書かれている。）90メートルはインチキや!」と言い放った。結局、阪急は後楽園球場での3連戦にすべて勝利。当時の阪急ナインによれば、このパフォーマンスで「監督は巨人を上から見ている」ことが知れ渡ったことによって、緊張感がほぐれたことが3連勝につながったという。
- 1978年日本シリーズ第7戦における審判団への抗議を巡り、抗議の対象になった大杉の打球の行方を左翼手として最も近くで見ていた簑田浩二が、現役引退後に「富澤線審が『ホームラン』と判定してからにすぐに、『完全なファウルじゃないか!』『ボールを見失ったとハッキリ言え!』などと富澤に詰め寄ったので押し問答になった」[30]、「選手はこの日のために春のキャンプから長いシーズンを戦ってきた。それをあんな判定で台無しにされるなんて。選手の誰もが監督と同じ気持ちだった。上田監督にはみんな感謝の気持ちでいっぱいだった」などと述べている[31]。また、前記の佐藤義則は「自信があったからできたことだと思う」と言っている[32]。試合終了後に宿舎のホテルで球団幹部と進退について協議した際には「続投」で合意したものの、祝勝会となるはずだった料理を食べてもらおうとマスコミ記者を招いた席で辞意を口にし、合意を覆すことになった[33]。

阪急監督の第1期と第2期の間には西武ライオンズ、中日ドラゴンズ、阪神、南海からも監督就任の要請を受けていた。福本によれば、1980年のシーズン中には「西武・上田監督」の噂が阪急ナインの間で流れていた。阪急への復帰が決まった際に「エーッ、本当に戻ってくるの!?」と大声で話す選手もいたという。結局、1979年のシーズン中にヤクルトの監督を辞任していた広岡を、西武は1982年から監督（根本陸夫の後任）に招聘。広岡が「監督への就任後に知った」という話によれば、西武では「1980年のシーズン中に上田の監督就任が99.9%決まっていたにもかかわらず、土壇場で白紙に戻っていた。さらに、上田が阪急の監督へ復帰した1981年には、前年に巨人の監督を退いたばかりの長嶋茂雄を監督に迎えようとして、長嶋に固辞されていた。私に監督への就任を要請してきたのは、このような事情で監督のなり手がいなくなったから」とのことである。阪急への復帰に対し、1978年に在籍していた選手は、当時選手会からの慰留を振り切る形で退任した経緯から「なんで、2年で戻ってきたんや―というわだかまり」があったと福本は2021年に述べた。上田が復帰の挨拶で主力選手にかけた電話に「なにしに帰ってくるんですか?」と応じたという加藤秀司は「なんで正直に、もう一度、阪急のユニホームが着たくなった。勝ちたくなった―と言うてくれへんかったのかなぁ。梶本さんにもみんなにも申し訳ない。わがまま言うてすまん―と頭をさげたら、みんな納得したと思う。」と2021年に語っている。山田は「お互いに理解するところもあったけど。ぶつかることの方が多かったですかね。おそらく山田、福本、加藤が煙たかったと思う。しかも3人が特別な活躍をしたからね。かと言って気遣いもしないといけないし扱いは大変だったと思います。」と述べている。
オリックスが1990年ドラフト会議の1巡目で、野茂英雄への独占交渉権を8球団の指名重複による抽選で逃した末に、 パンチ佐藤（佐藤和弘）の単独指名へ切り替えたのは上田の要請による。奇しくもパンチの引退後の初仕事が当時日本ハム監督就任間もない時期の上田のインタビューだった。上田はインタビュー中、「パンチ、なんで現役やめるの! もったいない!もったいない!」としきりに言っており、豪快な言動で知られるパンチは終始恐縮していた。パンチは上田を自分をプロに導いてくれた名監督として深く尊敬している。上田本人は真面目な性格だが、パンチや岩本のような明るい性格の選手が大好きだった。そうした明るい選手や、結果を出した選手を誉める際に「ええで!」という言葉を発したと報じられ、第2期阪急・オリックス監督以降、ええで節として上田のトレードマークになった。ただし、後年の本人への取材では「関西弁の『ええで』といったら、『もうええで』。つまり『もういらない』という意味になる。そんな言葉を、選手を語るときに使わない。関西弁をよくわかっていない記者が書き始めて、それが広がったんです」と述べている。
阪急･オリックスの監督時代には、背番号「30」を一貫して着用。監督就任前のコーチ時代には「64」「63」「62」「61」「60」、日本ハムの監督時代には「88」を背負っていた。ちなみに、日本のプロ野球球団ではかつて、「30」が一軍監督の背番号として多用されていた。一軍の公式戦でベンチ入りの登録が可能な選手・スタッフの総数が30人と決められていた時期の名残でもあったが、上田のオリックス監督退任以降、このような事例は2023年レギュラーシーズン開幕時点ではオリックスを含めても皆無である。

### 采配の特徴
阪急監督時代は福本豊・簑田浩二・松永浩美・弓岡敬二郎などの走れる人材に恵まれたこともあり、盗塁策を積極的に採用。大熊忠義や福良淳一などのバント戦術を駆使して塁を進めてから加藤秀司やボビー・マルカーノ、ブーマー・ウェルズなどの一振りで得点するケースが多かった。その一方でオリックス監督時代はブルーサンダー打線、日本ハム監督時代はビッグバン打線を作り上げるなど攻撃力主体のチームを作ることにも長けており、阪急・オリックスではほぼ毎年のようにAクラス入りし、日本ハムでも主力選手の故障・不振などがありながらも4位・2位・4位・2位・5位とまずまずの成績を残し、一度も最下位に転落しなかった。
上田が阪急監督在任中、1970年代後半に編み出した走塁戦術に「ギャンブルスタート」がある。これは、無死または一死の場面で三塁走者に対し、打球がゴロと判ってから走る一般的な「ゴロ・ゴー」だけではなく、バットがボールに当たると同時に走り出す「当たり・ゴー」、さらにはバットに当たる前から走らせる（投球の高さがストライクゾーンにきたら三塁走者がスタートを切る）「ヒット・エンド・ラン」の三種のサインを状況に応じて使い分けるというもので、上田はこの作戦を実行して貴重な一点をもぎ取っていた。上記のような局面での「当たり・ゴー」と「ヒット・エンド・ラン」は、打者がライナーを打ってしまった場合等には逆に併殺打になるため、非常にリスクの高い作戦であった。上田阪急のレギュラーであった大熊忠義は「監督も一、三塁でよくエンドランのサインを出した。満塁の場面でもあったから、さすがにこっちはサイン間違いかなと思ったくらいです。1点を取る上田さんの野球です」と語っている。同じく大橋穣によれば、上田はこうした走塁作戦を実行する際に、走者に判断の責任を押し付けず、自らがはっきりとサインを出して責任を取り、失敗した時には「悪かった。俺がサインを出すカウントを間違えた」と選手に詫びたという。大橋は上田を「采配が失敗だったと思えば潔く認める、信頼できる指揮官だった」と評している。
1982年8月12日には、同年から指名打者に偵察メンバーを使う事が禁止されたことを忘れ、指名打者の偵察メンバーに投手の山沖之彦を起用したところ運悪く満塁のチャンスで打順が回り、山沖が三振に終わったという事もあった。

## 詳細情報

### 年度別打撃成績
| 年 度     | 球 団     | 試 合 | 打 席 | 打 数 | 得 点 | 安 打 | 二 塁 打 | 三 塁 打 | 本 塁 打 | 塁 打 | 打 点 | 盗 塁 | 盗 塁 死 | 犠 打 | 犠 飛 | 四 球 | 敬 遠 | 死 球 | 三 振 | 併 殺 打 | 打 率 | 出 塁 率 | 長 打 率 | O P S |
| --------- | --------- | ----- | ----- | ----- | ----- | ----- | -------- | -------- | -------- | ----- | ----- | ----- | -------- | ----- | ----- | ----- | ----- | ----- | ----- | -------- | ----- | -------- | -------- | ----- |
| 1959      | 広島      | 67    | 184   | 165   | 13    | 38    | 5        | 1        | 0        | 45    | 12    | 4     | 6        | 3     | 0     | 14    | 0     | 2     | 17    | 4        | .230  | .298     | .273     | .571  |
| 1960      | 広島      | 32    | 54    | 53    | 7     | 11    | 2        | 0        | 1        | 16    | 2     | 1     | 0        | 0     | 0     | 1     | 0     | 0     | 4     | 3        | .208  | .222     | .302     | .524  |
| 1961      | 広島      | 23    | 45    | 39    | 2     | 7     | 0        | 1        | 1        | 12    | 3     | 0     | 0        | 3     | 0     | 3     | 0     | 0     | 2     | 1        | .179  | .238     | .308     | .546  |
| 通算：3年 | 通算：3年 | 122   | 283   | 257   | 22    | 56    | 7        | 2        | 2        | 73    | 17    | 5     | 6        | 6     | 0     | 18    | 0     | 2     | 23    | 8        | .218  | .274     | .284     | .558  |

### 年度別監督成績
| 年 度      | 球 団           | 順 位      | 試 合 | 勝 利 | 敗 戦 | 引 分 | 勝 率 | 本 塁 打                | 打 率                   | 防 御 率                | 年 齡                   |                         |
| ---------- | --------------- | ---------- | ----- | ----- | ----- | ----- | ----- | ----------------------- | ----------------------- | ----------------------- | ----------------------- | ----------------------- |
| 1974年     | 阪急 オリックス | 2位        | 130   | 69    | 51    | 10    | .575  | 125                     | .258                    | 3.52                    | 37歳                    |                         |
| 1975年     | 阪急 オリックス | 1位        | 130   | 64    | 59    | 7     | .520  | 143                     | .257                    | 3.49                    | 38歳                    |                         |
| 1976年     | 阪急 オリックス | 1位        | 130   | 79    | 45    | 6     | .637  | 139                     | .256                    | 3.30                    | 39歳                    |                         |
| 1977年     | 阪急 オリックス | 1位        | 130   | 69    | 51    | 10    | .575  | 147                     | .269                    | 3.23                    | 40歳                    |                         |
| 1978年     | 阪急 オリックス | 1位        | 130   | 82    | 39    | 9     | .678  | 176                     | .283                    | 3.13                    | 41歳                    |                         |
| 1981年     | 阪急 オリックス | 2位        | 130   | 68    | 58    | 4     | .540  | 140                     | .267                    | 4.01                    | 44歳                    |                         |
| 1982年     | 阪急 オリックス | 4位        | 130   | 62    | 60    | 8     | .508  | 150                     | .256                    | 3.73                    | 45歳                    |                         |
| 1983年     | 阪急 オリックス | 2位        | 130   | 67    | 55    | 8     | .549  | 157                     | .272                    | 4.16                    | 46歳                    |                         |
| 1984年     | 阪急 オリックス | 1位        | 130   | 75    | 45    | 10    | .625  | 166                     | .272                    | 3.72                    | 47歳                    |                         |
| 1985年     | 阪急 オリックス | 4位        | 130   | 64    | 61    | 5     | .512  | 197                     | .274                    | 4.98                    | 48歳                    |                         |
| 1986年     | 阪急 オリックス | 3位        | 130   | 63    | 57    | 10    | .525  | 180                     | .277                    | 4.11                    | 49歳                    |                         |
| 1987年     | 阪急 オリックス | 2位        | 130   | 64    | 56    | 10    | .533  | 152                     | .272                    | 3.89                    | 50歳                    |                         |
| 1988年     | 阪急 オリックス | 4位        | 130   | 60    | 68    | 2     | .469  | 117                     | .264                    | 4.08                    | 51歳                    |                         |
| 1989年     | 阪急 オリックス | 2位        | 130   | 72    | 55    | 3     | .567  | 170                     | .278                    | 4.26                    | 52歳                    |                         |
| 1990年     | 阪急 オリックス | 2位        | 130   | 69    | 57    | 4     | .548  | 186                     | .271                    | 4.30                    | 53歳                    |                         |
| 1995年     | 日本ハム        | 4位        | 130   | 59    | 68    | 3     | .465  | 105                     | .237                    | 3.56                    | 58歳                    |                         |
| 1996年     | 日本ハム        | 2位        | 130   | 68    | 58    | 4     | .540  | 130                     | .249                    | 3.49                    | 59歳                    |                         |
| 1997年     | 日本ハム        | 4位        | 135   | 63    | 71    | 1     | .470  | 128                     | .265                    | 4.18                    | 60歳                    |                         |
| 1998年     | 日本ハム        | 2位        | 135   | 67    | 65    | 3     | .508  | 150                     | .255                    | 3.83                    | 61歳                    |                         |
| 1999年     | 日本ハム        | 5位        | 135   | 60    | 73    | 2     | .451  | 148                     | .260                    | 4.34                    | 62歳                    |                         |
| 通算：20年 | 通算：20年      | 通算：20年 | 2574  | 1322  | 1136  | 116   | .538  | Aクラス14回、Bクラス6回 | Aクラス14回、Bクラス6回 | Aクラス14回、Bクラス6回 | Aクラス14回、Bクラス6回 | Aクラス14回、Bクラス6回 |

※ 阪急（阪急ブレーブス）は、1989年にオリックス（オリックス・ブレーブス）に球団名を変更
※1　各年度の太字は日本一
※2　1974年から1996年までは130試合制
※3　1997年から2000年までは135試合制
※4　1978年、病気のため7月17日から8月24日まで休養。監督代行は7月17日～20日 中田昌宏(3勝1敗)、7月29日～8月24日 西村正夫(12勝6敗2分)
※5　1996年、「家庭の事情」のため9月10日から休養。監督代行は住友平(6勝8敗1分)
※6　1999年、出場停止処分で2試合欠場。監督代行は住友平(1勝1敗)
※7　通算成績は、欠場した41試合(22勝16敗3分)は含まない

### 表彰
- 野球殿堂競技者表彰（2003年）

### 記録
- 初出場：1959年4月22日、対大阪タイガース3回戦（広島市民球場）

### 背番号
- 13 （1959年 - 1961年）
- 64 （1962年、1965年 - 1967年）
- 62 （1963年）
- 63 （1964年）
- 61 （1968年 - 1969年）
- 60 （1971年 - 1973年）
- 30 （1974年 - 1978年、1981年 - 1990年）
- 88 （1995年 - 1999年）

## 出演番組
- サンテレビボックス席（サンテレビ）
- 上田利治の朝からどうでっか（日本各地のAMラジオ局で放送）
- RCCカープナイター（RCCラジオのプロ野球中継の現行タイトル）
- 侍プロ野球（RCCテレビ・TBS系列のプロ野球中継の現行タイトル〔RCCローカル中継は「赤ヘルだいすき!カープナイター／カープデーゲーム中継」のタイトル〕）
- NHKプロ野球